# Ель-Мусайфіра
Ель-Мусайфіра (англ. Al-Musayfirah, араб. المسيفرة) — поселення в Сирії, адміністративний центр друзької спільноти в нохії Ель-Мусайфіра, яка входить до складу мінтаки Дар'а в південній сирійській мухафазі Дар'а.